# Corrie
Corrie är en by på ön Isle of Arran i Argyll and Bute, Skottland. Byn är belägen 7 km 
från Brodick. Orten har 143 invånare (1971).